# Балов, Иван Михайлович
Иван Михайлович Балов (12 апреля 1912 год, Санкт-Петербург — 1990 год, Санкт-Петербург) — передовик производства, стеклодув Ленинградского объединения электронного приборостроения «Светлана» Министерства электронной промышленности СССР. Герой Социалистического Труда (1966).

## Биография
Родился 12 апреля 1912 года в Санкт-Петербурге в рабочей семье. Трудовую деятельность начал в 16 лет. С 1930 года трудился стеклодувом на заводе «Светлана». Участвовал в Великой Отечественной войне. Служил в Кронштадте машинистом бригады торпедных катеров береговой базы «Литке» Балтийского флота. В 1946 году демобилизовался и продолжил работать на заводе «Светлана».
Принимал активное участие в общественной жизни рабочего коллектива. Был инициатором соревнования за отличное качество продукции. Одним из первых на заводе получил звание ударника коммунистического труда. Воспитал несколько десятков учеников-стеклодувов из различных городов СССР. В 1966 году удостоен звания Героя Социалистического Труда.
В 1978 году вышел на пенсию. Скончался в 1990 году. Похоронен на Северном кладбище Санкт-Петербурга.

## Награды
- Герой Социалистического Труда — указом Президиума Верховного Совета СССР от 29 января 1966 года
- Орден Ленина
- Орден Отечественной войны 2 степени
- Медаль «За оборону Ленинграда»